# Shut Up (and Sleep with Me)
«Shut Up (and Sleep with Me)» es un sencillo interpretado en 1995 por el cantante alemán de eurodance Sebastian Roth, usando el seudónimo musical de Sin With Sebastian. Fue grabado en la discográfica Sing Sing y llegó a ser un éxito a nivel mundial alcanzando el primer puesto en países como Austria, Finlandia y España y entró en el top 10 de las listas en Bélgica, Países Bajos, Alemania, Suecia y Suiza. Tras el éxito del sencillo, éste fue incluido en el álbum Golden Boy producido junto con Inga Humpe.
Fue nominado a los Premios Echo de 1996 al mejor sencillo de baile alemán y el video musical que lo acompaña fue dirigido por Matthias Schweger.

## Lista de canciones

### European maxi CD mix (1995)
1. «Shut Up (and Sleep with Me)» (Airplay Mix) – 3:45
2. «Shut Up (and Sleep with Me)» (YMCA Mix) – 5:25
3. «Shut Up (and Sleep with Me)» (Kaspar's Camp Mix) – 5:12
4. «Shut Up (and Sleep with Me)» (Gym Shower Mix) – 6:28

### European remixes maxi CD maxi (1996)
1. «Shut Up (and Sleep with Me)» (George Morel's Club Mix) – 7:17 (Remix by George Morel)
2. «Shut Up (and Sleep with Me)» (George Morel's Dub Mix) – 7:17 (Remix by George Morel)
3. «Shut Up (and Sleep with Me)» (George Morel's Video Edit) – 3:55 (Remix by George Morel)
4. «Shut Up (and Sleep with Me)» (Gym Shower Mix) – 6:33 (Remix by Tommi Eckart)
5. «Shut Up (and Sleep with Me)» (Kaspar's Camp Mix) – 5:08 (Remix by Kaspar)
6. «Shut Up (and Sleep with Me)» (Ian Levine Mix) – 5:13 (Remix by Ian Levine)
7. «Shut Up (and Sleep with Me)» (YMCA Mix) – 5:25
8. «Shut Up (and Sleep with Me)» (George Morel's Alternative Club Mix) – 6:33 (Remix by George Morel)

## Posicionamiento en listas
| Listas (1995)                         | Máxima posición |
| ------------------------------------- | --------------- |
| Alemania (Offizielle Deutsche Charts) | 4               |
| Austria (Ö3 Austria Top 40)           | 1               |
| Bélgica (Flandes) (Ultratop 50)       | 6               |
| Bélgica (Valonia) (Ultratop 50)       | 2               |
| Canadá (RPM Dance)                    | 2               |
| Dinamarca (IFPI)                      | 5               |
| España (AFYVE)                        | 1               |
| Estados Unidos (Hot Dance Club Play   | 26              |
| Finlandia (OFC)                       | 1               |
| Italia (FIMI)                         | 13              |
| Países Bajos (Dutch Top 40)           | 4               |
| Países Bajos (Mega Single Top 100)    | 3               |
| Reino Unido (UK Singles Chart)        | 44              |
| Reino Unido (UK Dance Chart)          | 36              |
| Suecia (Sverigetopplistan)            | 3               |
| Suiza (Schweizer Hitparade)           | 6               |